# 루도비쿠스 4세 트란스마리누스

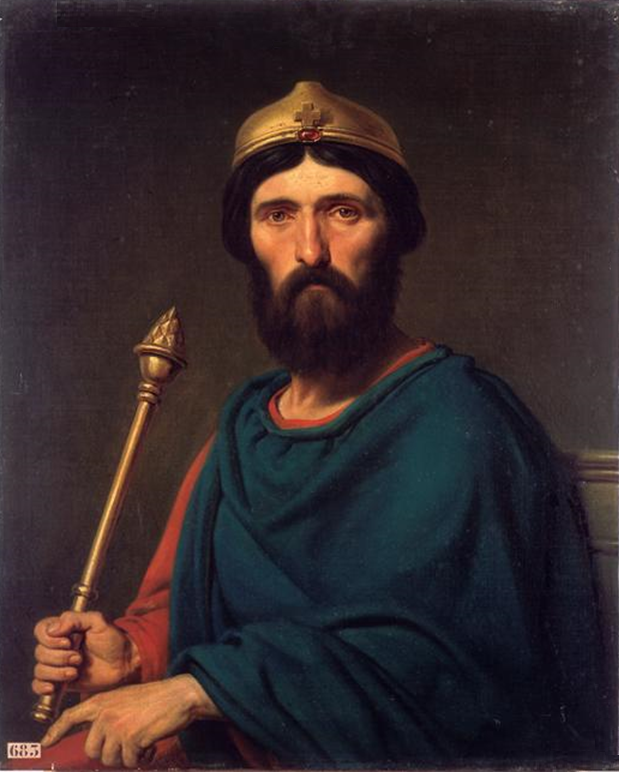
루이 4세

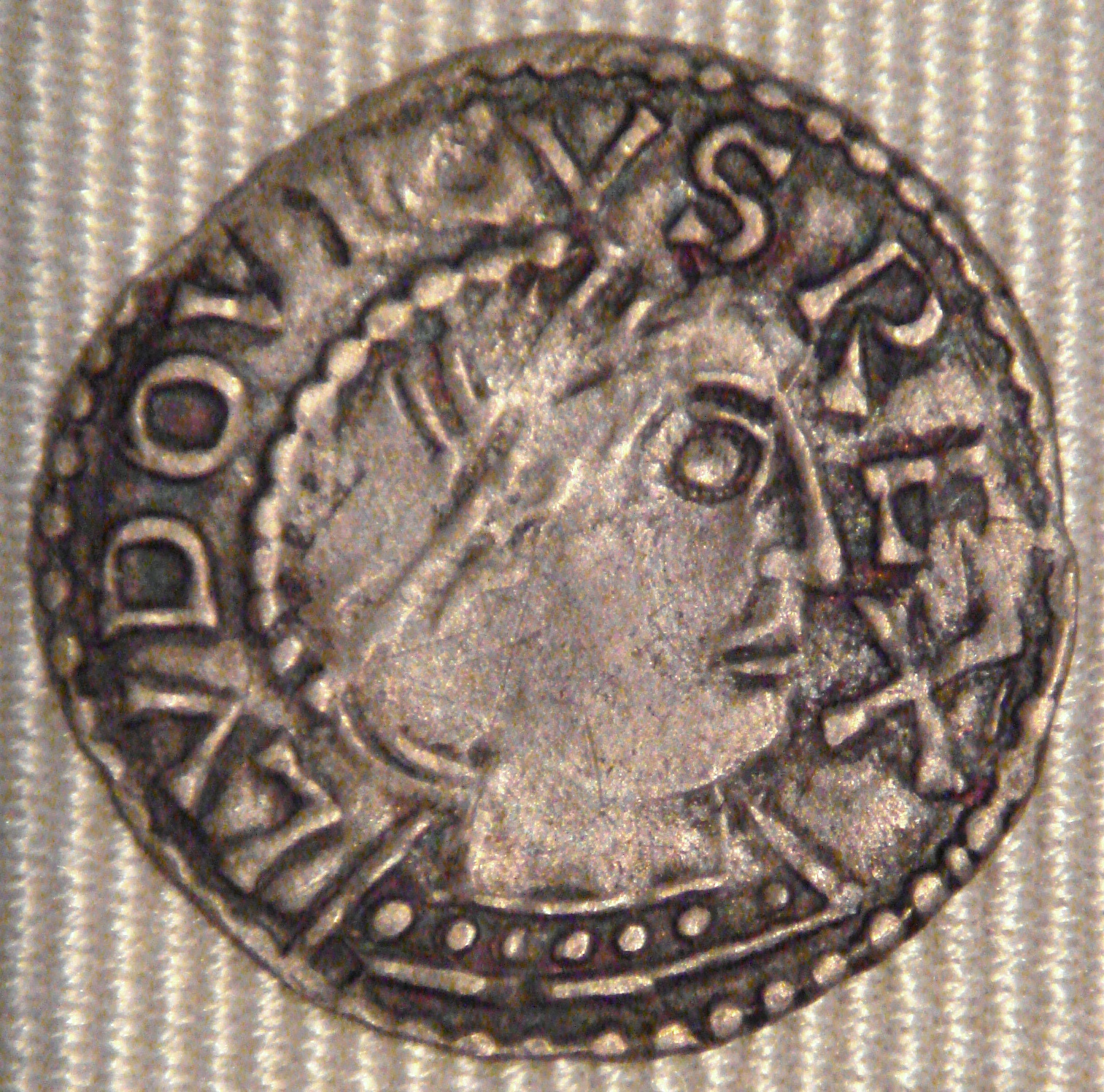
루이 4세 시대의 동전, 시농(Chinon) 출토

루이 4세(Louis IV, 920년 9월 10일 – 954년 9월 10일)는 936년부터 954년까지 서프랑크의 국왕이었다. 카롤링거 왕조의 일원으로 샤를 단순왕의 아들이다. 해외왕 루이(오트로메르 루이, Louis the Outremer) 또는 두트로메르 (d'Outremer) 또는 트란스마리누스(Transmarinus), 울트란스마리누스(Ultramarinus)라는 별명으로 불리는데 그 뜻은 모두 "바다 건너서 온" 또는 "외국에서 온"이란 뜻이다.
922년 아버지 샤를 3세가 네우스트리아 귀족들에 의해 폐위되자 혼란을 피해 어머니 에드지푸를 따라 잉글랜드로 망명했다. 936년 부르고뉴의 라울이 사망하자 서프랑크의 귀족들에 의해 추대되어 왕위에 올랐다. 그는 통치기간의 대부분을 서프랑크의 영주이자 유력 귀족인 파리 백작이자 프랑크 공작 위그 르 그랑과 갈등하는데 보냈다. 치세 말기에 위그 르 그랑과 일시적으로 화해했지만 서프랑크 왕국의 실권은 이미 대부분 위그의 가문에게로 넘어간 상태였다.
그는 아버지 샤를 3세를 지지하던 로타링기아의 귀족들과 노르망디, 브르타뉴의 노르만족 귀족들과 손잡고 위그 르 그랑에 저항하려 하였지만, 위그 르 그랑은 동프랑크 왕국의 국왕 오토 1세와 동맹을 맺고 그의 뜻을 좌절시켰다. 그는 동프랑크 왕국의 카롤링거 왕조가 단절된 것을 이유로 동프랑크 수복을 꿈꾸었지만 오토 1세에 의해 무산되었고, 그의 누이이자 로렌 공작의 미망인인 작센의 게르베르가와 재혼하는 것으로 타협을 보았다. 940년 경부터는 위그 르 그랑을 불신한 오토 1세가 위그를 견제하면서 그를 지원, 왕국의 북동부에 자신의 영향을 넓혀갔으나 954년 갑작스러운 낙마 사고로 사망하였다. 그의 생애와 행적에 대해서는 다소 모호하게 전해지다가 플로도하르트의 플로도하르트 연대기(Annals of Flodoard), 10세기 경의 프랑스의 역사가 레미의 리체로스의 저작 히스토리아(Historia)에 의해 알려졌다.
참고로 생일과 기일이 같다.

## 생애

### 망명 생활
서프랑크의 왕 샤를 단순왕과 영국 웨섹스 왕국의 왕 대 에드워드의 딸 에드지푸의 아들로 랑(Laon)에서 태어났다. 일설에는 그가 랭스에서 태어났다고는 설도 있다. 대머리 카를 2세의 증손이다. 그에게는 위로 연상의 이복 누나 6명이 있었는데, 아버지 단순왕 샤를 르 생쁠은 본처인 인겔하임 공작 디트리히 테오도릭의 딸 프레데군다 또는 프레데루나1(917년 사망)라는 여성에게서 딸 기셀라(Gisela), 프레데루나(Frederuna), 아델하이스(Adelhais), 로트루드(Rotrude), 힐데가르트(Hildegarde), 이르멘가르트(Ermentrude) 등 여섯 딸을 두었다. 917년 2월에 본처가 죽자 아버지 샤를 르 생쁠은 잉글랜드의 왕 대 에드워드의 딸 에드지푸와 재혼했다. 그가 태어난지 얼마 안되어 아버지 샤를 르 생쁠이 축출되었으므로, 남자 형제는 없었고 그가 유일한 샤를 르 생쁠의 상속자가 되었다.
922년 아버지 샤를 르 생쁠이 노르만 족의 침략을 막지 못하고, 로렌 문제에만 치중했으므로 서프랑크 왕국 귀족들에 의해 폐위되었고, 로베르 1세가 왕이 되었다. 이듬해에는 로베르가 샤를 3세의 지지파에 의해 죽고, 부르고뉴 공작 라울이 로베르의 뒤를 이었다.
923년 7월 15일 샤를 르 생쁠이 수아송 전투 (923년)에서 패배하자, 이때 안전을 위해 루이의 어머니 에드지푸는 923년 어린 루이를 앵글로-색슨으로 데려갔는데, 이 때문에 그의 별명이 바다건너서 온 루이, 외국에서 온 루이가 되었다. 그는 앵글로-색슨에서 성장하였다. 이 기간 중 그는 바이킹과 싸워서 물리친 이스트 앵글리아의 순교자왕 성 에드먼드(Saint Edmund the Martyr) 이야기를 비롯한 모계쪽 선조들의 영웅담, 무훈 등을 들으며 성장했다. 그밖에 그의 유년시절의 행적에 대해서는 알려진 것이 거의 없다.

### 즉위와 치세

#### 즉위 초
아버지 샤를은 베르망두아백작 헤르베르트 2세의 유인에 넘어가 체포된 뒤, 929년 죽었고 라울은 936년 1월까지 통치하였는데, 서프랑크 왕국의 일부 귀족들은 그를 샤를 르 생쁠의 적법한 후계자로 선언하였다. 936년 라울이 병으로 죽자, 서프랑크의 귀족들은 루이를 초청했다. 플로도하르트에 의하면 네우스트리아 후작 위그 르 그랑은 일단 루이의 귀국을 주선하였는데, 후일 루이와 그의 아들 로테르 3세의 주요 정적이 된다. 잉글랜드의 군주 애설스탠은 서프랑크에서 온 사절단들에게 루이에 대한 충성을 요구, 확약받은 뒤 루이와 어머니 에드지푸의 귀국을 허용하고, 일부 영국 가톨릭 주교들과 몇몇 종들을 딸려보냈다.
루이는 그해 6월 19일 영국에서 배편으로 서프랑크 서북부 불로뉴 해변에 도착했다. 곧 노르망디를 거쳐 돌아와 랑에서 랭스 대주교 아르탕에게 왕관을 받고 서프랑크의 국왕이 되었다. 아르탕 대주교는 그의 정치적 후견인이 되어주었다. 그의 즉위과정이나 즉위식 장면에 대해 전해지는 기록은 나타나지 않는다. 그러나 즉위 초기 루이의 주권이 미치는 곳은 랑과 일부 북 프랑스 지방 뿐이었으며 루이 4세는 평생을 자신의 최대의 적인 파리의 백작 대 위그(위그 르 그랑)와의 권력 투쟁으로 보냈다.
즉위 초기 루이 4세는 프랑스어를 잘 구사하지 못했다. 루이 4세는 아버지 샤를 르 생쁠의 영지는 다른 귀족들에게 분배되었기 때문에 사실상 왕국내에서 발언권과 영향력이 거의 없었다. 루이 4세는 귀족들의 이권 요구에 반대하는 한편, 부왕 단순왕 샤를과 같은 취급을 당할까봐 염려했다. 위그 르 그랑은 그를 뒤에서 조종하려 했다.
936년에 프랑스로 돌아와 그해 6월 19일 레온에서 랭스 대주교 아르탕에게 왕관을 받고 왕이 되었으며, 카롤링거 왕조 지지파였던 대주교 아르탕은 파리 백작 위그에게 대항하는 루이의 중요한 후견인이 되었다. 스스로 프랑크 공작에 취임한 위그 르 그랑은 전임 왕 라울의 처남이기도 했다. 위그는 서프랑크 왕국의 실권자로 활동했고, 위그는 자신이 즉위하는 대신 루이 4세를 추대했다. 그러나 루이 4세는 위그 르 그랑이 원하던 꼭두각시 군주가 아니었다. 위그 르 그랑은 그에게 자신의 뜻을 관철시키려 했지만, 루이가 순순히 듣지 않자 압력을 행사하려 했고, 루이는 위그 르 그랑의 영향에서 벗어나기 위해 파리를 떠나 랑으로 옮겨가 살기도 했다. 또한 왕권 대신 자신들의 목소리를 내려는 지방 귀족들과의 갈등으로 그는 왕권을 장악하지 못했다.
위그 르 그랑이 결혼 11년만에 본처 유디트가 죽자, 루이의 어머니 에드지푸는 위그 르 그랑에 대한 베르망두아백작가문의 영향력을 줄이고자, 자신의 앵글로 색슨 친정에 부탁하여 자신의 여동생 이딜하이트(Eadhild)를 위그 르 그랑과 결혼시켰다. 그러나 이딜하이트는 얼마 뒤 자녀 없이 사망하고 만다.
루이는 독일의 하인리히 1세의 딸이자 로트링겐 공작 기셀베르트의 미망인인 게르베르가와 결혼, 정략 결혼을 통해 독일의 지원을 받으려 했다. 루이 4세는 오토 1세와 동맹을 체결했다. 서프랑크 왕국의 귀족들은 게르만 족의 지배를 받을까 우려, 반발했다. 그러나 위그 르 그랑 역시 이딜하이트가 죽자 936년에서 938년 무렵 하인리히 1세의 딸 작센의 헤드비가와 결혼하였다.

#### 영토 수복 의지와 실패

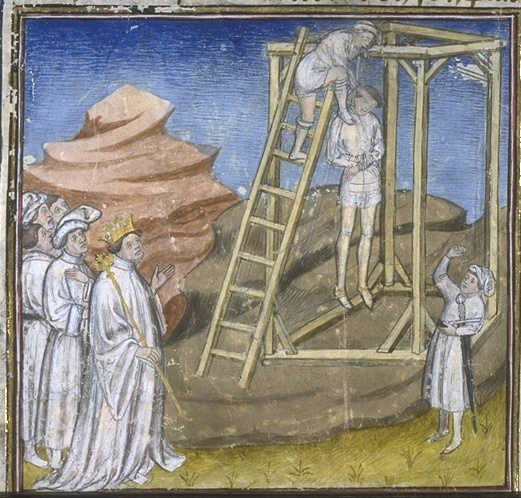
헤르베르트 2세를 교수형에 처하는 서프랑크의 왕 루이 4세 해외왕

939년 루이는 노르망디 지역을 압수하였다. 그러자, 롤로의 아들이자 노르망디 공작인 기욤 1세는 파리 백작 위그 르 그랑, 베르망두아 백작 헤르베르트 2세 등과 동맹을 맺고, 노르망디에서 루이 4세에 대해 반란을 일으켰다. 루이 4세는 속수무책으로 당했지만 신성 로마 제국에 사자를 보내 도움을 요청한 끝에, 교황 스테파노 8세의 중재로 휴전하게 되었다. 보다못한 교황 스테파노 8세가 개입하여 바티칸 특사들을 파리로 파견, 서프랑크의 귀족들에게 루이 4세를 국왕으로 인정할 것, 루이 4세에게 반기를 드는 이들은 교황과 하느님의 뜻을 거역하는 것으로 보고 누구든지 파문하겠다고 경고했다. 위그 르 그랑, 헤르베르트 2세를 지지하던 귀족들은 일단 위축되거나 슬슬 지지를 철회했다. 교황 스테파노 8세의 특사들의 칙령에 복종하는 척 했지만, 위그, 헤르베르트 2세를 지지하던 프랑크인 사제들은 일시에 지지를 모두 철회하였다. 940년 루이는 다시 기욤 1세에게 노르망디 공작령을 되돌려줘야 했다.
교황 스테파노 8세는 헤르베르트에게 아들인 베르망두아의 위그에게 랭스의 대주교 자리를 제안하고, 루이 4세에 반대하는 귀족들의 힘을 약화시키려 했다. 교황 스테파노 8세는 바티칸 특사를 다시 보낼때 서프랑크 지역을 관할하는 대주교의 상징과 팔리움을 딸려서 파리로 보내 서프랑크 귀족들에게 루이 4세에 대한 충성 맹세를 약속받았다.
루이 4세는 아버지 단순왕 샤를이 통치했던 로타링기아(현, 로렌)을 회복하기를 희망하였다. 내심 동프랑크 왕국에 대한 수복 의지를 드러냈다. 939년 로타링기아의 일부 귀족들은 루이 4세를 왕으로 선출했다. 루이는 곧 군사를 이끌고 로타링기아로 갔다. 결국 신성 로마 제국의 오토 1세와 로타링기아 지방의 영유권 문제로 분쟁이 있었는데, 루이를 지지한 귀족 중의 한 명인 기셀베르트는 그해 10월 2일 안더나흐 전투 (939년 10월)에서 패하고 라인강에서 익사했다. 오토 1세는 루이 4세의 적인 위그 백작에게 군대를 제공하여 랭스를 침략, 941년 루이의 군대가 크게 패했다. 그러나 두 사람은 942년에는 평화조약을 맺었다. 동시에 루이 4세는 이때 로타링기아의 영유권 주장을 포기하였다.
얼마 뒤 루이는 기셀베르트의 미망인이자 신성 로마 제국의 오토 1세의 여동생인 게르베르가와 결혼했는데, 루이를 견제하려는 오토 1세의 의도였다는 설과, 오토의 동의 없는 결혼이었다는 설이 있다.

### 투옥과 석방
940년 위그와 베르망두아의 헤르베르트 2세가 랭스를 점령하고 말머리를 돌려 레온으로 진격하자 도피하라는 권고를 물리치고 직접 군사를 이끌고 레온을 지켰다. 루이가 로렌 지역을 수복하려는 것을 간파한 동프랑크의 오토 1세는 그가 이전에 로렌 지역 문제에 간섭했다는 이유를 들어 위그 르 그랑과 헤르베르트 2세를 지원하는 군대를 보냈다. 위그와 헤르베르트 2세는 루이의 군대를 완벽하게 격파하였다.
942년 11월 뫼즈에 있는 비즈에서 오토 1세와 평화 조약을 맺었다. 934년 위그의 주요 지지자였던 헤르베르트가 죽은 뒤 위그와도 화해했다. 943년 2월 23일에는 베르망두아의 헤르베르트 2세를 체포하여 생 캉탱에서 교수형에 처했다. 아버지 단순왕 샤를 르 생쁠을 투옥하고 왕위를 로베르티엥 가문으로 넘긴 데 대한 보복이었다.
루이 4세는 위그를 경계했고 945년 루이는 노르망디를 차지하려다가 도리어 노르망디와 헤르베르티언 가문의 군사들에게 사로잡혀 포로가 된다. 그는 위그 르 그랑에게 넘겨져 1년 동안 파리의 감옥에 투옥당했다. 그러나 루이는 아내 게르베르가를 통해 신성 로마 제국의 황제 오토 1세에게 도움을 청했고, 오토 1세는 군사를 보내 서프랑크 왕국의 문제에 개입하여 루이 4세를 풀어주게 했다. 독일의 군주로 서프랑크에 대한 권한이 없었지만 오토 3세가 죽기 전까지만 해도 신성 로마 제국의 황제들은 자신들이 전체 유럽의 황제라는 명분으로 각국의 내정에 간섭했다. 이후 교황청이 개입했고, 서프랑크 왕국의 국내 여론도 국왕을 석방하라는 요구가 강해지면서 루이는 풀려나게 되었다. 위그는 루이 4세의 석방을 거부하다가 서프랑크와 동프랑크에서 열린 종교회의에서 파문당하고 결국 루이를 풀어주었다.

### 생애 후반
풀려난 루이는 곧 오토 1세에게 군사를 빌려 946년 랭스를 되찾았으며 949년에는 레온 지역을 다시 손에 넣었다. 948년 오토 1세는 루이 4세와 위그 르 그랑과의 갈등을 중재할 목적으로 잉겔하임(잉겔하임암라인)에서 성직자 회의를 개최하였다. 잉겔하임 회의에서는 왕권은 신성 불가침으로 선언되고 이를 어긴 위그 르 그랑은 이를 어겼다며 파문이 선고되었다. 그러나 위그 르 그랑은 파문에 개의치 않았고 루이 4세의 영지였던 수아송 지역을 약탈하였으며, 동프랑크가 점유하던 로렌 지역까지 쳐들어가 약탈하였다. 오토 1세는 루이 4세를 지원하여 서프랑크 왕국의 북동부 지역에서의 루이의 영향력을 키워주었다. 이후 위그와 계속 갈등관계에 있었지만 951년 동,서 프랑크의 종교회의와 교황에 의해 위그는 파문당했다. 위그는 곧 루이 4세와 다시 휴전 겸 화해를 청했다.
950년 초 왕비 게르베르가는 갑작스러운 종말에 대한 불안에 빠져, 몽티에르의 수도자 아드소(Adso)를 초빙하여 그의 자문을 받게 했다. 950년 오토 1세의 중재로 위그 르 그랑과 일단 화해하였다.
954년 라온에서 랭스로 갔고, 그해 9월 10일 랭스 부근에서 승마 사냥중 늑대 무리를 보고 도피하던 중 갑자기 낙마하여 죽었고, 제위는 아들 로테르에게 돌아갔다. 일설에는 그가 랭스 숲에서 헛것을 보았다는 설도 있다. 플로도하르트에 의하면 그는 결핵을 앓고 있었다 한다.

### 사후
그러나 956년 6월 경 위그 르 그랑이 죽기 전까지 왕국의 실권은 위그에게 있었다. 그의 생애와 행적에 대해서는 다소 모호하게 전해지다가 플로도하르트의 플로도하르트 연대기(Annals of Flodoard), 10세기 경의 프랑스의 역사가 레미의 리체로스의 저작 히스토리아(Historia)에 의해 알려졌다.
시신은 랭스의 생 레미 수도원에 안치되었다.

## 가족 관계
루이는 오토 1세의 동생 게르베르가와 결혼하였는데 두 사람은 8명의 자녀를 낳았다.
- 로테르 (941년-986년) : 아버지의 뒤를 이어 서프랑크 왕국의 왕위 계승
- 마틸데 (Mathilde)
- 힐데가르데 (Hildegarde)
- 샤를로망 (Carloman)
- 루이 (Louis)
- 샤를(Charles) (953년-993년) : 하 로렌의 공작
- 알베라데 (Alberade)
- 앙리 (Henri)

## 같이 보기
- 라울
- 서프랑크 왕국
- 위그 르 그랑

| 전임 라울 | 서프랑크의 왕 936년 - 954년 | 후임 로테르 |

|  | 네우스트리아의 공작 940년 - 954년 | 후임 위그 르 그랑 |